# Mörkstjärtad kanastero
Mörkstjärtad kanastero (Pseudasthenes humicola) är en fågel i familjen ugnfåglar inom ordningen tättingar.

## Utseende
Mörktstjärtad kanastero är en rätt distinkt ugnfågel med vitaktigt ögonbryn, beige- till kanelbruna flanker och mörk stjärt. Nordliga ökenlevande bestånd är ljusare och gråare, medan sydliga som lever i fuktigare områden är mörkare.

## Utbredning och systematik
Mörkstjärtad kanastero delas upp i tre underarter med följande underarter:
- P. h. goodalli – Anderna i norra Chile (sydvästra Antofogasta)
- P. h. humicola – norra och centrala Chile (Atacama till norra Maule)
- P. h. polysticta – södra Chile (södra Maule, Concepción och Malleco)

## Levnadssätt
Mörkstjärtad kanastero hittas i matorral, buskmarker och intilliggande halvöppna områden med buskar. Den bygger ett voluminöst bo av kvistar som placeras i en buske. Fågeln är relativt tillbakadragen och håller sig huvudsakligen i buskage och annan växtlighet, men kan också ses springa snabbt på marken med stjärten rest. Den ses ofta i par.

## Status och hot
Arten har ett stort utbredningsområde, men tros minska i antal, dock inte tillräckligt kraftigt för att den ska betraktas som hotad. Internationella naturvårdsunionen IUCN listar arten som livskraftig (LC).